# Diocesi di Jeju
La diocesi di Jeju (in latino Dioecesis Cheiuensis) è una sede della Chiesa cattolica in Corea suffraganea dell'arcidiocesi di Gwangju. Nel 2023 contava 83.536 battezzati su 648.272 abitanti. È retta dal vescovo Pius Moon Chang-woo.

## Territorio
La diocesi comprende la provincia di Jeju-do, l'isola più grande della Corea del Sud nello stretto di Corea.
Sede vescovile è la città di Jeju, dove si trova la cattedrale di Cheju Joong-Ang.
Il territorio è suddiviso in 31 parrocchie.

## Storia
La prefettura apostolica di Cheju fu eretta il 28 giugno 1971 con la bolla Quoniam supremi di papa Paolo VI, ricavandone il territorio dall'arcidiocesi di Gwangju.
Il 21 marzo 1977 la prefettura apostolica fu elevata al rango di diocesi con la bolla Munus Apostolicum dello stesso papa Paolo VI.
Il 9 giugno 2021 ha assunto il nome attuale.

## Cronotassi dei vescovi
Si omettono i periodi di sede vacante non superiori ai 2 anni o non storicamente accertati.
- Sede vacante (1971-1977)

- Michael Pak Jeong-il † (15 aprile 1977 - 8 giugno 1982 nominato vescovo di Jeonju)
- Paul Kim Tchang-ryeol (11 novembre 1983 - 20 luglio 2002 ritirato)
- Peter Kang U-il (20 luglio 2002 - 22 novembre 2020 ritirato)
- Pius Moon Chang-woo, succeduto il 22 novembre 2020

## Statistiche
La diocesi nel 2023 su una popolazione di 648.272 persone contava 83.536 battezzati, corrispondenti al 12,9% del totale.
| anno | popolazione | popolazione | popolazione | presbiteri | presbiteri | presbiteri | presbiteri                | diaconi | religiosi | religiosi | parrocchie |
| anno | battezzati  | totale      | %           | numero     | secolari   | regolari   | battezzati per presbitero | diaconi | uomini    | donne     | parrocchie |
| ---- | ----------- | ----------- | ----------- | ---------- | ---------- | ---------- | ------------------------- | ------- | --------- | --------- | ---------- |
| 1980 | 14.483      | 456.988     | 3,2         | 15         | 6          | 9          | 965                       |         | 12        | 27        | 10         |
| 1990 | 29.698      | 516.946     | 5,7         | 19         | 14         | 5          | 1.563                     |         | 8         | 51        | 14         |
| 1999 | 47.297      | 534.715     | 8,8         | 35         | 27         | 8          | 1.351                     |         | 10        | 87        | 22         |
| 2000 | 50.761      | 539.439     | 9,4         | 34         | 27         | 7          | 1.492                     |         | 10        | 100       | 22         |
| 2001 | 52.468      | 543.323     | 9,7         | 31         | 25         | 6          | 1.692                     |         | 9         | 100       | 22         |
| 2002 | 54.550      | 547.964     | 10,0        | 31         | 25         | 6          | 1.759                     |         | 9         | 100       | 23         |
| 2003 | 57.198      | 552.310     | 10,4        | 32         | 26         | 6          | 1.787                     |         | 8         | 101       | 23         |
| 2004 | 58.512      | 553.864     | 10,6        | 34         | 29         | 5          | 1.720                     |         | 8         | 105       | 23         |
| 2006 | 62.113      | 559.747     | 11,1        | 38         | 31         | 7          | 1.634                     |         | 9         | 106       | 24         |
| 2013 | 70.546      | 592.449     | 11,9        | 49         | 42         | 7          | 1.439                     | 1       | 7         | 99        | 27         |
| 2016 | 75.579      | 641.355     | 11,8        | 54         | 46         | 8          | 1.399                     | 2       | 8         | 108       | 27         |
| 2019 | 80.292      | 692.032     | 11,6        | 56         | 48         | 8          | 1.433                     |         | 8         | 117       | 28         |
| 2021 | 82.083      | 674.635     | 12,2        | 79         | 61         | 18         | 1.039                     |         | 21        | 114       | 28         |
| 2023 | 83.536      | 648.272     | 12,9        | 77         | 63         | 14         | 1.084                     |         | 14        | 115       | 31         |